# Tutty Moreno
Emmanuel Alves Moreno (Salvador, 30 de outubro de 1947), de nome artístico Tutty Moreno, é um baterista de Música Popular Brasileira (MPB).

## Carreira
Tutty manifestou aptidão para a música ainda na infância, quando começou a tocar trompete e, em seguida, sax alto, até encontrar seu instrumento definitivo: a bateria. Tinha 16 anos e iniciava ali uma carreira em que se destacam a atuação em discos e shows históricos da MPB; a produção de seis álbuns, entre os quais Nonada, indicado ao Grammy Latino de 2008 na categoria Melhor Álbum de Jazz; e a parceria com Joyce Moreno em todos discos e shows feitos pela artista desde que se conheceram e passaram a viver juntos, em 1977.
Embora tenha estudado no Seminário de Música da Universidade Federal da Bahia (UFBA), é autodidata em seu instrumento , pelo qual abandonou os sopros depois de conhecer o trabalho de Edison Machado, o inventor do samba no prato da bateria. Seu primeiro trabalho como profissional ocorreu nos anos 60, quando foi contratado pela TV Itapoã (BA) para integrar o Carlos Lacerda Trio, período em que também participou do Perna's Trio, com Perna Fróes e Moacir Albuquerque, e da Orquestra Avanço. 

## Tropicália e MPB
Em 1970, foi para Londres e passou a tocar nas bandas de Caetano Veloso e Gilberto Gil, assinando a bateria nos discos Transa (álbum), de Caetano, e Live in London '71, show de Gil e Gal Costa gravado ao vivo. De volta ao Brasil dois anos depois, Tutty Moreno atuou em outros álbuns considerados marcos da Tropicália, caso de Expresso 2222, de Gil; Araçá Azul, de Caetano; Cantar, de Gal; e Jards Macalé (disco de 1972), de Jards Macalé com Lanny Gordin; e da MPB, como Sinal Fechado, de Chico Buarque; Caetano e Chico Juntos e Ao Vivo; e Drama, Álibi, Mel e Nossos Momentos, todos de Maria Bethânia, para citar alguns exemplos.
Em 1973, quando nasceu sua primeira filha, Kadi, mudou-se para São Paulo e integrou o Lanny Gordin Trio, que se apresentava em casas noturnas. No ano seguinte iniciou uma nova etapa, agora nos Estados Unidos, trabalhando em Los Angeles e no circuito jazzístico de Nova York com músicos como os pianistas Guilherme Vergueiro e Larry Willis, e os contrabaixistas Walter Booker e Frank Clayton. Em 1977, ao conhecer Joyce, que fazia uma temporada de shows em Nova York, retornou com ela para o Rio de Janeiro.
Com Joyce Moreno, teve a segunda filha, e imprimiu o estilo de sua bateria nas dezenas de discos e shows que ela faria a partir do lançamento de Feminina (álbum), em 1980. Além das apresentações no Brasil, essa agenda inclui turnês anuais na Europa, no Japão, nos Estados Unidos e no Canadá.
Paralelamente, Tutty Moreno seguiu participando de apresentações e gravações de outros artistas, entre os quais Milton Nascimento, Elizeth Cardoso, Alcione (cantora) e Maria Bethânia; e de discos instrumentais com diversos músicos, entre os quais o clarinetista Paulo Sergio Santos, o flautista e saxofonista Teco Cardoso e o pianista, arranjador e compositor Mozar Terra. 

## Produção instrumental
Nos anos 90, integrou também a banda Quarteto Livre, que produziu, em 1996, o álbum Pra Que Mentir? No mesmo ano, o baterista lançou, pela gravadora inglesa Far Out Recordings, Tocando, Sentindo, Suando - Tutty Moreno & Friends, no qual incluiu a composição própria Piancó. O trabalho tem participação e coprodução de Joyce e foi relançado dez anos depois, rebatizado com o nome de uma das músicas da artista, chamada Mágica.
Em 1998, o artista apresentou o álbum Forças D'Alma, com o Tutty Moreno Quarteto, composto pelo então jovem pianista André Mehmari; o saxofonista, clarinetista e arranjador Nailor Proveta e o contrabaixista e produtor musical Rodolfo Stroeter. O disco destacou-se por uma nova linguagem na bateria, melódica e harmônica, e foi aclamado pela crítica especializada como um dos mais importantes lançamentos instrumentais do ano. 
Nos Estados Unidos, a revista JazzTimes ressaltou na abertura de sua análise sobre o disco: “Se você não fosse informado de que este é um álbum de jazz brasileiro, tocado por um baterista brasileiro, você nunca adivinharia. Nada de batidas “to-tap-tap-tap“ gratuitas de bossa nova, nada de percussão estridente. Em vez disso, é uma coleção de profundas reformulações de jazz, no melhor sentido do final do século 20, de um punhado de músicas que representam alguns dos compositores mais interessantes e complexos do Brasil.”

## Anos 2000
O CD seguinte viria quase dez anos depois. Ainda que a parceria fosse permanente desde que se conheceram, Tutty e Joyce só lançaram o primeiro trabalho em dupla em 2007, pela Far Out Recordings. Samba Jazz & Outras Bossas foi concebido para comemorar os 30 anos de união do casal e homenagear os ídolos que, na juventude, foram decisivos na formação musical de ambos. No encarte do disco, que saiu no Brasil em 2011 pela Biscoito Fino, eles declaram amor à bossa nova, ao jazz, ao samba e a "toda a música criativa".
Um ano depois, o quarteto de Forças D'Alma se reuniu novamente, chamou Teco Cardoso, e produziu Nonada, cujo repertório reúne composições de grandes nomes da MPB. Indicado a Melhor Álbum de Jazz no Grammy Latino de 2008, “Nonada representa a qualidade dos instrumentistas que constroem a música brasileira no momento atual, com o pé fincado em nossas matrizes, mas extrapolando com total liberdade as novas possibilidades", pontua texto de apresentação do trabalho no site do Museu da Imagem e do Som.
Em 2017, o quarteto de Forças D'Alma e Nonada voltou a se reunir para um novo projeto, o disco Dorival, que apresenta uma abordagem jazzística à obra de Dorival Caymmi e no qual "os músicos jogam a rede para puxar outros sons e harmonias no mar profundo de Caymmi", segundo o crítico especializado Mauro Ferreira. O álbum foi gravado em Oslo, na Noruega, em 2016, e lançado pela gravadora Pau Brasil em 2017 para o público brasileiro. 
Tutty Moreno, Rodolfo Stroeter, André Mehmari e Nailor Proveta também participaram da pré-produção e da gravação de Áfrico, obra do compositor Sérgio Santos (músico) lançada pela Biscoito Fino em 2002 e vencedora do Prêmio Rival-BR de Melhor Disco daquele ano. É o disco que inaugura oficialmente a Discoteca Básica Brasileira do Século XXI do Museu da Imagem e do Som.

## Discografia
- Pra Que Mentir? (1996) Lumiar Discos  CD
- Tocando, Sentindo, Suando - Tutty Moreno & Friends (1996) Far Out Recordings (Inglaterra) LP CD
- Forças D’Alma (1998) Sons da Bahia/Malandro Records (EUA) CD
- Samba Jazz & Outras Bossas, com Joyce Moreno (2007) Biscoito Fino/Far Out Recordings (Inglaterra) CD
- Nonada (2008) Pau Brasil  CD

- Dorival (2017) Pau Brasil  CD